# خمس أعراق في اتحاد واحد
خمس أعراق في اتحاد واحد كان واحداً من المبادئ الرئيسية التي قامت عليها جمهورية الصين في 1911 في وقت ثورة شينهاي.

## الوصف
ركـَّز هذا المبدأ على الانسجام بين ما كان يُعتبر الجماعات العرقية الخمس الرئيسية في الصين، ممثـَّلين بالشرائط الملوَّنة في العلم خماسي الألوان للجمهورية: الهان (أحمر)؛ مانشو (أصفر)؛ المنغول (أزرق)؛ هوي (أبيض)؛ والتبتيون (أسود).
المصطلح 回, هوي، يشير أساساً في هذا السياق إلى الشعوب التركية المسلمة في غرب الصين، إذ أن المصطلح «الأرض المسلمة» (回疆؛ «هوي‌جيانج») كان اسماً أقدم لـ سنجان في عهد سلالة تشينغ الحاكمة. معنى المصطلح «شعب هوي» تحوَّل تدريجياً إلى معناه الحالي—جماعة متميزة عن صينيي الهان بما يزيد قليلاً عن عقيدتهم الإسلامية وانحدارهم من أصل أجنبي بعيد—حوالي 1911–1949 في جمهورية الصين.

## التاريخ
السجلات التاريخية من سلالة سوي الحاكمة تبين نظاماً من الرايات العسكرية التي تستخدم خمسة ألوان لتمثيل العناصر الخمسة: الأحمر للنار، والأزرق للخشب، والأصفر للأرض، والأبيض للمعدن، والأسود للماء. ورثت سلالة تانغ الحاكمة هذا النظام، ورتبت الألوان في علم متحد حسب الترتيب المذكور أعلاه للعناصر، للاستخدام العسكري. وفي فترتي لياو وسونغ، استخدم شعب الخيتان نفس تصميم العلم، كما هو مصوَّر في الرسم الصيني. وفي عهد أسرة يوان المنغولية بدأت الألوان الخمس في أن ترمز إلى الأعراق (五色四夷) في دولة متعددة الأعراق. وفي الفترات التاريخية اللاحقة، فإن هذا «العلم للعناصر الخمس المتحدة» تغيّر وأعيد اعتماده لاستخدامات عسكرية ورسمية. فرسم من سلالة تشينغ الحاكمة يصوِّر انتصار الرايات على تمرد دو وين شيو المسلم في يونان، يضم العلم العسكري لأسرة تشينغ بخمس عناصر منظـَّمة بترتيب الأصفر ثم الأبيض ثم الأسود ثم الأخضر ثم الأحمر.

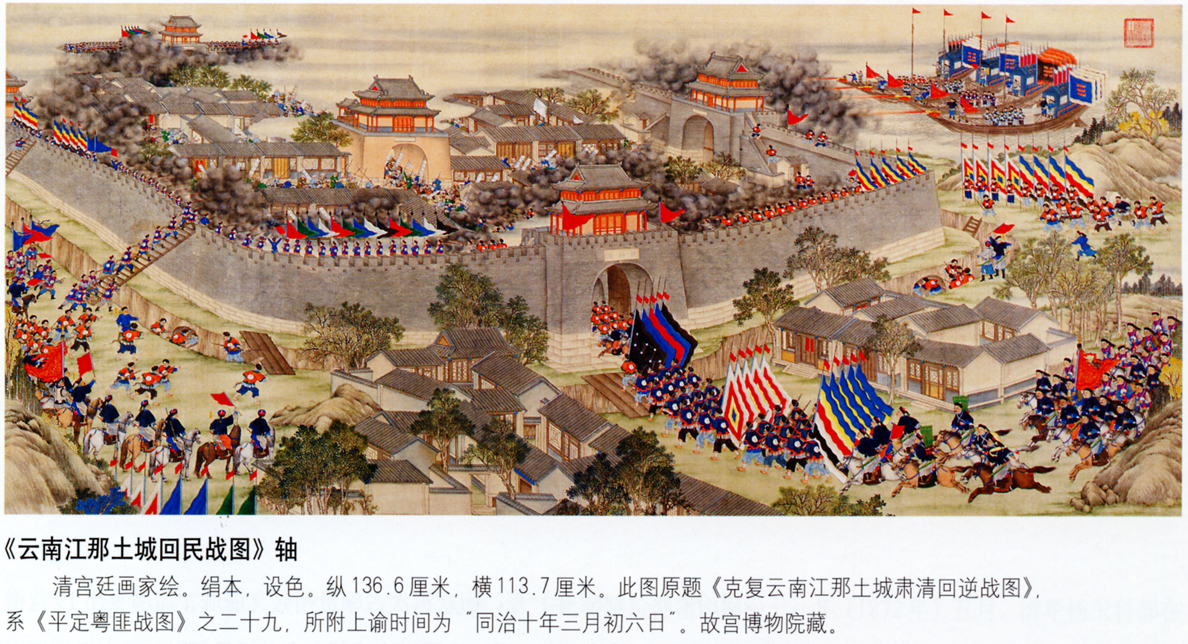
رسم زيتي لجيش تشينغ ضد تمرد البانثاي في يونان، قوات تشينغ استخدمت علماً ذا خمسة ألوان

بعد انتفاضة ووتشانج، اِستـُبدِل نظام أسرة تشينغ بجمهورية الصين. قبل اعتماد الجمهورية لعلم الألوان الخمسة، روَّج الثوريون لعدد من الأعلام المختلفة. فعلى سبيل المثال، الوحدات العسكرية في ووتشانج أرادت علماً بتسع نجوم حاملاً رمز تاجيتو، بينما فضـَّل سون يات سين علم السماء الزرقاء والشمس البيضاء تكريماً لـ لو هاودونغ.

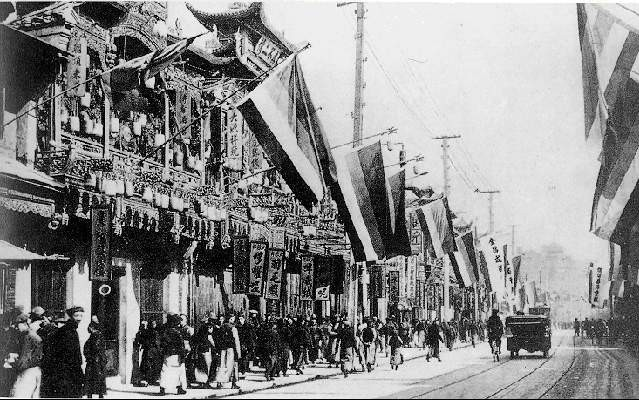
الصورة أعلاه هي لطريق نان‌جينغ بعد انتفاضة شانغهاي، مزين بأعلام خمس أعراق في اتحاد واحد التي كان يستعملها الثوريون في شانغهاي وفي جميع أرجاء الصين.

وبالرغم من أن الانتفاضات كانت تستهدف النظام الذي يسيطر عليه المانشو، إلا أن سون يات سين وسونج جياورن وهوانغ شينغ بالإجماع نادوا بالتكامل العرقي، الذي رمز إليه العلم خماسي الألوان. فقد روّجوا لرؤية العرقيات غير الهان بأنهم أيضاً صينيون، بالرغم من كونهم نسبة ضئيلة نسبياً من التعداد.
علم «خمس أعراق في اتحاد واحد» لم يُستخدم بعد أن انتهت التجريدة الشمالية في 1928.
تنويعة من هذا العلم اتخذتها امبراطورية يوان شيكاي والدولة الدمية لليابانيين مانشوكو (انظر علم مانشوكو). في مانشوكو، شعار مماثل (五族協和) اِستُخدِم، ولكن الأعراق الخمسة اللائي كان يمثلهم كانوا اليابانيين (أحمر)، صينيي الهان (أزرق)، المنغول (أبيض)، الكوريين (أسود) والمانشو (أصفر).
أثناء الحرب اليابانية الصينية الثانية، استخدم العلم العديد من الحكومات الدمى اليابانية، بما في ذلك الحكومة المؤقتة لجمهورية الصين في الجزء الشمالي من البلد والحكومة الإصلاحية لجمهورية الصين في وسط الصين.

## معرض الصور

شارة عسكرية مبنية على العلم
شعار القوات الجوية
العلم الوطني 1912–1928 (استخدمته مرة أخرى الحكومة المؤقتة 1937)
لعلم الوطني لإمبراطورية الصين 1916
العلم الوطني لإمبراطورية الصين 1916
العلم الوطني لمانشوكو 1934–1945
علم الحكومة الإصلاحية للصين (1938–1940)